# Roodverschuiving

Rood- en blauwverschuiving

Roodverschuiving, te zien in de spectraallijnen van de supercluster BAS11 (rechts; z=0,0782), vergeleken met die van de zon.

Roodverschuiving in de astronomie en de natuurkunde is het verschijnsel dat het spectrum van uitgezonden licht of andere elektromagnetische straling bij ontvangst naar "rood" verschoven is, dat wil zeggen in de richting van de langere golflengten en lagere frequenties.
Het tegengestelde effect, waarbij een verschuiving naar de kortere golflengten, naar het blauw, plaatsvindt, heet blauwverschuiving.

## Kwantitatieve beschrijving
De roodverschuiving wordt kwantitatief uitgedrukt in de relatieve verandering z van de golflengte λ ten opzichte van de uitgezonden golflengte λ0:
{\displaystyle z={\frac {\lambda -\lambda _{0}}{\lambda _{0}}}={\frac {f_{0}-f}{f}}}
Uitgedrukt in de frequenties is z de relatieve verandering van de uitgezonden frequentie f0 ten opzichte van de waargenomen frequentie f.
Er zijn vier manieren waarop de roodverschuiving zich in het heelal kan manifesteren, via het dopplereffect, het relativistische dopplereffect, de kosmologische roodverschuiving en de gravitationele roodverschuiving. Dit zijn allemaal benaderingen, limietsituaties, vanuit de speciale relativiteitstheorie.

## Dopplereffect
De eenvoudigste vorm van roodverschuiving ontstaat als gevolg van het dopplereffect. Wanneer een lichtbron en een waarnemer zich van elkaar verwijderen, is de door de waarnemer gemeten golflengte van het licht, uitgestraald door de lichtbron, langer en de frequentie lager. Naarmate het snelheidsverschil groter is, is het effect ook groter. Hetzelfde effect doet zich voor bij geluid, dat van toonhoogte verandert als bijvoorbeeld een sirene van een ambulance naar ons toekomt (hogere toon), voorbij rijdt en weer van ons wegrijdt (lagere toon).
Als relativistische aspecten buiten beschouwing worden gelaten, geldt voor snelheden v die veel kleiner zijn dan de lichtsnelheid c, voor de roodverschuiving:
{\displaystyle z\ ={\frac {v}{c}}.}

## Relativistisch dopplereffect
Het relativistische dopplereffect treedt op als de snelheid van bron en ontvanger ten opzichte van elkaar de lichtsnelheid benadert. In de praktijk is de roodverschuiving bij lichtgolven dan ook alleen meetbaar bij de zeer hoge relatieve snelheden die in het heelal voorkomen. In een experiment uit 1938, het Ives-Stilwell-experiment, werd het relativistische dopplereffect voor het eerst aangetoond.
In dat geval, als de lichtbron zich met grote snelheid v van de waarnemer verwijdert, volgt voor z:
{\displaystyle z={\sqrt {\frac {c+v}{c-v}}}-1={\sqrt {\frac {1+{\frac {v}{c}}}{1-{\frac {v}{c}}}}}-1}
Als de bron van het licht zich van de waarnemer af beweegt, ontstaat er een roodverschuiving (z > 0). In het andere geval ontstaat er een blauwverschuiving (z < 0). Als er geen relatieve beweging is, is er ook geen spectrale verschuiving (z = 0).
Dit kan ook worden geschreven met behulp van de lorentzfactor:
{\displaystyle \gamma ={\frac {1}{\sqrt {1-({\frac {v}{c}})^{2}}}}}
Er komt dan voor de roodverschuiving:
{\displaystyle z\ =(1+{\frac {v}{c}})\gamma -1}
Als de snelheid v veel kleiner is dan c, nadert {\displaystyle \gamma } naar 1 en volgt in de limiet de formule voor het klassieke dopplereffect.

## Kosmologische roodverschuiving

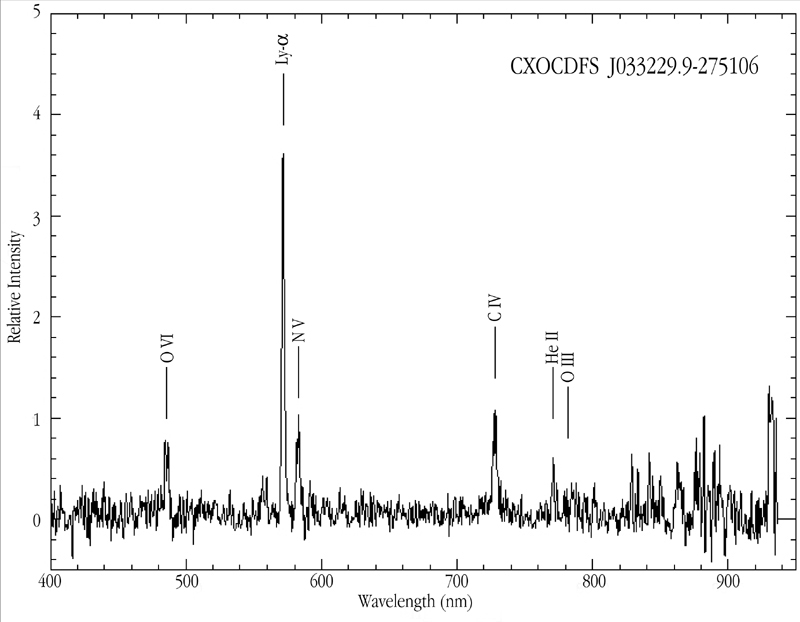
Het spectrum van de quasar CXOCDFS J033229.9-275106, waarin de Lyman-alfalijn door roodverschuiving verschijnt bij ongeveer 575 nm in plaats van 122 nm.

De lichtspectra die op aarde worden ontvangen van de andere sterrenstelsels zijn verschoven ten opzichte van het lichtspectrum van de zon. De spectraallijnen van bijvoorbeeld waterstof zijn in het licht van verre sterrenstelsels verschoven naar het rode eind van het spectrum ten opzichte van de ligging van de spectraallijnen die hier op aarde aan waterstof wordt gemeten. De golflengte van deze spectraallijnen is langer geworden. Voor elk sterrenstelsel heeft deze verschuiving een andere waarde. Verreweg de meeste sterrenstelsels vertonen een roodverschuiving, een enkele ander vertoont een blauwverschuiving.
De eerste die de radiële snelheid van sterrenstelsels bepaalde was Vesto Slipher in 1917. Edwin Hubble heeft in 1929  metingen aan roodverschuiving en blauwverschuivingen van een groter aantal stelsels uitgevoerd. In eerste instantie interpreteerde hij de resultaten als gevolg van het dopplereffect, maar later ontdekte hij een correlatie tussen de roodverschuiving en de afstand van sterrenstelsels. De waarnemingen konden verklaard worden door een ander mechanisme voor roodverschuiving te introduceren, de kosmologische roodverschuiving (ook wel Hubble-roodverschuiving genoemd). Fotonen die een grote afstand door de ruimte afleggen worden als het ware uitgerekt, hetgeen voor deze kosmologische roodverschuiving zorgt. Dit wordt veroorzaakt doordat de ruimte waardoor de fotonen reizen uitzet tijdens de reis van het foton.
Hubble ontdekte een verband tussen de grootte van de roodverschuiving en de afstand van de sterrenstelsels tot het melkwegstelsel (nu de wet van Hubble-Lemaître genoemd). De exacte snelheid waarmee de sterrenstelsels zich van de Melkweg af bewegen is echter niet bekend. Deze is verwerkt in de hubbleconstante, de verhouding tussen de snelheid waarmee een bepaalde lengte groter wordt door de uitdijing van het heelal en de grootte van die afstand.
Voor een relatief kleine waarde van de kosmologische roodverschuiving van bijvoorbeeld z=0,1 zijn de effecten van de ruimtetijd-uitzetting minimaal. De waargenomen roodverschuiving wordt dan alleen door de relatieve snelheid tussen lichtbron en waarnemer bepaald; het relativistische dopplereffect dus, zonder de uitrekking van het heelal.

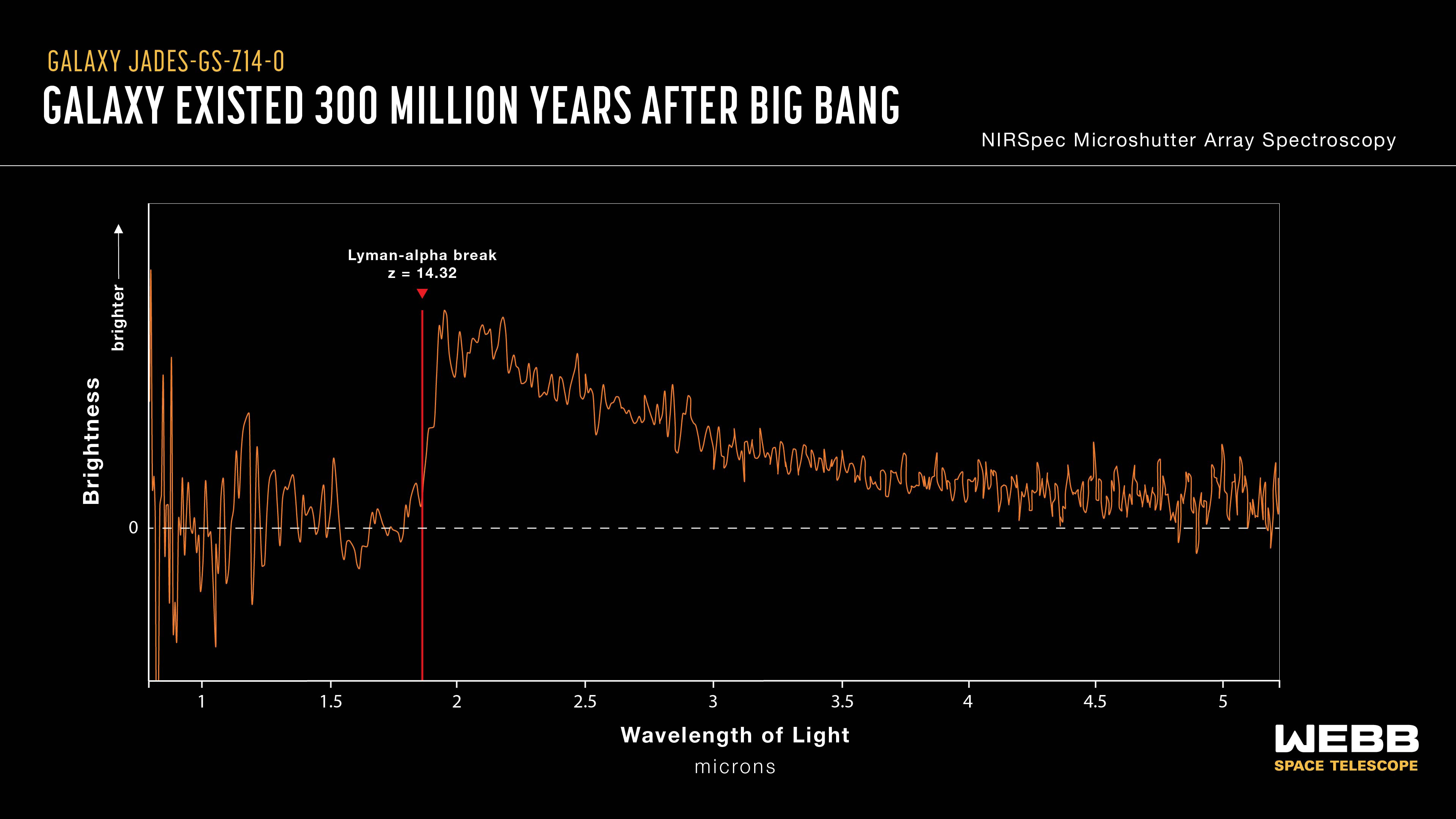
Het spectrum van JADES-GS-z14-0

Het object met de grootste gemeten kosmologische roodverschuiving was in 2025 het stelsel JADES-GS-z14-0, met z = 14,32. Daarmee heeft het een afstand van 13,6 miljard lichtjaar.

### Theorie gebaseerd op roodverschuiving
De roodverschuiving, zoals die bij sterrenstelsels wordt waargenomen, vormt een van de onderbouwingen voor de oerknaltheorie, die de oorsprong van het heelal probeert te beschrijven en te verklaren.

## Gravitationele roodverschuiving
De gravitationele roodverschuiving ontstaat als een foton zich voortplant in het zwaartekrachtsveld van een grote, niet roterende massa, zoals een zwart gat. Volgens de algemene relativiteitstheorie ontstaat er een verlenging van de tijd binnen zulk een zwaartekrachtsveld. Deze tijddilatatie veroorzaakt roodverschuiving, die ook wel aangeduid wordt als Einsteinverschuiving.
Gravitationele roodverschuiving ten gevolge van de zwaartekracht van de aarde werd voor het eerst gemeten in 1959 door Robert Pound en Glen Rebka (Pound-Rebka-experiment). Ze maakten daarbij gebruik van het Mössbauereffect, dat Rudolf Mössbauer een jaar eerder had beschreven. Eerdere pogingen om gravitationele roodverschuiving te meten bij de zon (Erwin Finlay-Freundlich 1913) en bij andere sterren, met name witte dwergen (Karl Schwarzschild, Walter Adams, Joseph Haines Moore 1928) spraken de theorie niet tegen, maar waren onvoldoende nauwkeurig voor een definitieve bevestiging. Een grote praktische moeilijkheid was de onzekerheid over de diameter van de witte dwerg. Virginia Louise Trimble kon gebruik maken van de relatief nieuwe, krachtige instrumenten van het Palomar-observatorium en verkreeg nauwkeurige bepalingen van de massa's van witte dwergen, waaruit dan de diameter kon worden afgeleid. Een meting van het spectrum van Sirius B met de ruimtetelescoop Hubble in 2004 liet toe de gravitationele roodverschuiving te schatten op het Doppler-equivalent van 80,42 km/s met een absolute fout van 4,85 km/s.
De gravitationele roodverschuiving is de belangrijkste oorzaak van frequentieschommelingen in de kosmische achtergrondstraling.